# Dr. No (personaje)
El Dr. Julius No es un personaje creado por Ian Fleming para su novela homónima de 1958: Dr. No. Este es el sexto libro sobre la serie de James Bond. Cuando la novela se llevó al cine cuatro años después, el actor que lo encarnó fue Joseph Wiseman.

## Características
Julius No es hijo de un misionero alemán y de madre china. El Dr. No ostenta su título al ser científico, y es una persona con un alto nivel de inteligencia al nivel de genio. Al ofrecer sus servicios para diferentes gobiernos, y ser rechazado, el Dr. No decide asociarse con la misteriosa organización llamada SPECTRE. 
Durante su residencia en China, Julius No logra abrirse paso hacia el liderazgo de la mafia, a la que luego traiciona robándose los fondos y escapando. Además de ser un inteligente científico, el Dr. No goza de magnánimo estatus económico, al punto de poseer una isla completa en Jamaica: lugar donde reside, y posee un complejo científico. 
Lo que gatilla la investigación hacia el Dr. No por la CIA , es el desviamiento que sufren los misiles norteamericanos luego de sus lanzamientos. Efectiva y posiblemente bajo los planes de SPECTRE, el Dr. No desequilibra el control giroscópico de los misiles mediante haces radioelectrónicos. Años de estudios y esfuerzos le llevaron a poseer un completo manejo sobre la energía nuclear, no obstante, por la radiación perdió ambas manos, teniendo que utilizar implantes metálicos. 

## Dr. No, la película
Ya para los años 60, los libros de Ian Fleming eran todo un éxito, sin embargo, nadie mostraba interés por llevar las novelas a la pantalla grande. Pero en 1961, los productores Cubby Broccoli y Harry Saltzman vieron en James Bond una interesante apuesta. 
Para el papel del Dr. No en la película, primero Ian Fleming sugirió que lo interpretase un excolega llamado Noel Coward, el que se habría negado -según la leyenda-  exclamando "No! No! No!". Christopher Lee, primo lejano de Fleming, también habría declinado la proposición. Finalmente, en última instancia, le confiaron el papel a Joseph Wiseman.